# Obana irrufata
Obana irrufata là một loài bướm đêm trong họ Noctuidae.